# چوسکتوو
چوسکتوو (به لاتین: Trzuskotowo) یک روستای لهستان در لهستان است که در Gmina Suchy Las واقع شده‌است.

## خصوصیات
چوسکتوو ۰ نفر جمعیت دارد.